# Newbury Street
Die Newbury Street ist eine Einbahnstraße im Bostoner Stadtteil Back Bay im Bundesstaat Massachusetts der Vereinigten Staaten. Sie verläuft als Parallelstraße zur Commonwealth Avenue und Boylston Street in Fahrtrichtung von Nordost nach Südwest vom Boston Public Garden bis zur Massachusetts Avenue. Von dort führt sie für eine kurze Strecke weiter in Richtung Westen, bis sie nach Norden abbiegt und in die Charlesgate East übergeht.

## Charakter der Straße
Der etwa 1 mi (1,6 km) lange Teil der Straße östlich der Massachusetts Avenue wird vorwiegend von historischen Sandsteinhäusern aus dem 19. Jahrhundert gesäumt, in denen sich eine große Vielzahl von Geschäften und Restaurants niedergelassen haben. Die Straße ist daher sowohl bei Touristen als auch bei Einheimischen sehr beliebt. Die exklusivsten Boutiquen befinden sich in der Nähe des Boston Public Garden, während die Geschäfte mit aufsteigenden Hausnummern in Richtung Südwesten stetig an Exklusivität verlieren und dafür zunehmend an Bohème-Charakter gewinnen. Westlich der Massachusetts Avenue ist die Straße an ihrer südlichen Seite nicht bebaut und grenzt direkt an den Massachusetts Turnpike, während sie auf ihrer nördlichen Seite hauptsächlich Parkplätze und Lieferantenzugänge zu Gebäuden an der Commonwealth Avenue bietet.
Die Mixtur der Geschäfte reicht über alle physischen Ebenen (im Keller, Erd- oder auch Obergeschoss), Stile (leger bis elegant) und Preisgestaltungen (günstig bis exklusiv) hinweg. Die Restaurants und Cafés bieten auch kulinarisch eine große Vielfalt. Die Newbury Street zählt mit Läden der Marken Ralph Lauren, Chanel, Armani, Nanette Lepore, Ted Baker, Ben Sherman, Donna Karan, Burberry, Cartier, Loro Piana, Kate Spade, Bang & Olufsen, Valentino, Marc Jacobs und Ermenegildo Zegna zu den exklusivsten Straßen der Welt. Die abwechslungsreiche Gestaltung der Freiräume zwischen den Gebäuden und die Einbeziehung der Gehwege tragen darüber hinaus wesentlich zur Atmosphäre in der Straße bei.

## Geschichte

### Ursprung des Straßennamens
Der Name Newbury Street geht auf einen Sieg der Puritaner in der ersten Schlacht um Newbury während des Englischen Bürgerkriegs im Jahr 1643 zurück.

### 19. Jahrhundert
Das Gebiet, auf dem der Stadtteil Back Bay heute steht, wurde erst in der Mitte des 19. Jahrhunderts durch Aufschüttung bebaubar gemacht. Das erste errichtete Gebäude war im Jahr 1860 die Emmanuel Episcopal Church, die heute noch an der Adresse 15 Newbury Street steht. Die Gemeinde der Episcopal Diocese of Massachusetts ist sehr einflussreich und gestaltet wesentlich das musikalische Leben der Stadt mit.
Zu Beginn befanden sich an der Newbury Street fast ausschließlich Wohnhäuser. Der Baedeker-Reiseführer aus dem Jahr 1893 führt sie neben der Commonwealth Avenue, Beacon Street, Marlborough Street und Mt. Vernon Street als „Boston's finest residence streets“, also als „feinste Wohnadressen in Boston“. Die Straße wird ebenfalls in der in den 1870er Jahren spielenden Erzählung Philosophy 4 von Owen Wister erwähnt, in der er einen Studenten Essays von Botticelli oder Pico della Mirandola „ekstatischen, kurzsichtigen Damen in der Newbury Street“ vorlesen ließ, die ihm daraufhin Tee spendierten und von seiner Ernsthaftigkeit sprachen.
Im Jahr 1864 wurde das Museum für Naturgeschichte errichtet, das William G. Preston im klassischen Stil der Beaux-Arts-Architektur entworfen hatte. Es steht an prominenter Stelle zwischen den Straßen Newbury und Boylston an der Adresse 234 Berkeley Street. Von 1947 bis 1989 befand sich im Gebäude eine Filiale von Bonwit Teller, von 1990 bis 2010 war der Herrenausstatter Louis Mieter. Im März 2013 eröffnete das vollständig renovierte Gebäude neu als Flagshipstore von Restoration Hardware.
Von 1865 bis 1916 befand sich ebenfalls der Sitz des Massachusetts Institute of Technology an der Newbury Street.

### 20. und 21. Jahrhundert
Die ersten Geschäfte eröffneten Mitte der 1900er Jahre. Zu dieser Zeit kamen auch formelle Tänze in Mode, so dass sich viele Händler von eleganter Kleidung ansiedelten. Im Jahr 1911 gab es an der Adresse 24 Newbury Street einen Salon, in dem Unterricht unter anderem in Gesellschaftstanz gegeben wurde. Viele der im Erdgeschoss angesiedelten Geschäfte gingen dazu über, insbesondere Luxusgüter in großen Schaufenstern zu präsentieren. Einer der ältesten Händler der Newbury Street ist Brooks Brothers, dessen Geschäft sich auch heute noch an seinem ursprünglichen Standort an der Ecke zur Berkeley Street befindet.
An der unteren Newbury Street befanden sich von den 1970er bis in die späten 1990er Jahre viele Kunstgalerien für aufstrebende Künstler. Die Anwohner der Straße verbrachten zu dieser Zeit ihre Abende gern auf Ausstellungseröffnungen, so dass für diesen Zeitraum die Straße ein lebhaftes, mit dem New Yorker Stadtteil SoHo vergleichbares Viertel bildete.
An der Ecke der Straßen Newbury und Exeter befindet sich ein markantes, von den Bostoner Architekten Hartwell and Richardson im Stil der Neuromanik errichtetes Gebäude. Nach seiner Fertigstellung im Jahr 1885 diente es zunächst als Sakralbau für die spiritistische Kirche First Spiritual Temple und wurde 1914 zum Kino Exeter Street Theatre umgebaut. In der Mitte der 1970er Jahre erzeugten die Mitternachtsvorführungen des Films The Rocky Horror Picture Show einen großen Kult, der sich unter anderem darin äußerte, dass sich Zuschauer nach dem Vorbild von Charakteren des Films kostümierten. Das Kino musste jedoch 1984 aufgrund des wachsenden Heimkino-Marktes schließen, da es sich nicht mehr rentabel betreiben ließ.
Das Gebäude wurde von Conran’s als Rechtsvorgängerin der heutigen Kette Habitat übernommen und in ein Möbelkaufhaus umgestaltet. Das Geschäft rentierte sich jedoch nicht und wich einem Waterstone’s-Buchladen, dessen umfangreiches Inventar jedoch einem massiven Wasserschaden, hervorgerufen durch die von einem Brand im benachbarten TGI Friday’s-Restaurant aktivierte Sprinkleranlage des Buchladens, zum Opfer fiel. Seit 2005 hat die Kingsley Montessori Elementary School ihre Räumlichkeiten in dem Gebäude.

### Entwicklung zur Einkaufsstraße
Der Transformationsprozess in eine trendige Einkaufsstraße für junge Leute begann mit der Eröffnung des ersten Geschäfts von Newbury Comics im Jahr 1976. Die heute mehr als 20 Filialen umfassende Kette – die, anders als ihr Name vermuten lässt, ihren Hauptumsatz mit dem Verkauf von Tonträgern erwirtschaftet – wurde von zwei Studenten des MIT in dem Gebäude gegründet, in dem sich auch heute noch der Flagshipstore befindet. Bis 1982 war Aimee Mann von der Bostoner New-Wave-Band ’Til Tuesday dort Kassiererin. Direkt gegenüber auf der anderen Straßenseite befand sich das Tonstudio Newbury Sound, in dem Bostoner Bands wie bspw. The Cars ihre ersten Hits aufnahmen. Musiker wie Peter Wolf und Ric Ocasek gehörten zu den regelmäßigen Besuchern der Straße. Ein weiterer Magnet für die Bohème war ein benachbartes, zu dieser Zeit noch exotisches Geschäft für Bio-Lebensmittel, in dem der spätere Herausgeber des Bostoner Musikmagazins The Noise jahrelang arbeitete.
Seit 1890 war das Unternehmen E.U. Wurlitzer Music and Sound fester Bestandteil der Bostoner Musikszene, dessen Verkaufsfläche für Musikinstrumente sich in einem Gebäude an der Adresse 360 Newbury Street befand. Mitte der 1980er Jahre wurde die Filiale jedoch geschlossen und das Gebäude 1989 durch Frank Gehry renoviert, der dafür den Parker Award erhielt, weil er es „in ein Monument verwandelt“ habe.
Für mehr als ein Jahrzehnt war die Filiale von Tower Records an der Adresse 360 Newbury Street in der Nähe des Berklee College of Music ein beliebter Treffpunkt für Musikliebhaber. Die Presse lobte den „bundesweit größten Musikladen“, der „den Bostoner Markt für Compact Discs für immer verändert“ und „die Geschäftsszene an der Newbury Street erneuert“ habe. Die Geschäftsaufgabe im Jahr 2002 markierte das Ende einer Ära, auch wenn bis 2007 ein Virgin Megastore die Ladenfläche belegte. Heute befindet sich dort eine Filiale von Best Buy.
Das einst für seinen Reichtum an Buchhändlern berühmte Boston erfuhr ebenso wie das benachbarte Cambridge einen stetigen Rückgang in Anzahl und Qualität unabhängiger Buchverkäufer. So musste mit dem nach der gleichnamigen Pariser Straße benannten Avenue Victor-Hugo im Jahr 2002 nach der Schließung der Filiale von Waterstone’s ein weiterer Buchhändler an der Newbury Street aufgeben, dessen Bestand zuletzt 150.000 Exemplare umfasste. An der Straße gibt es heute noch das Trident Booksellers and Café als einen der wenigen verbliebenen unabhängigen Buchhändler in Boston.